# San Eduardo (Boyacá)
Pour les articles homonymes, voir San Eduardo.
San Eduardo est une municipalité située dans le département de Boyacá, en Colombie.